# Ricardo Pereira (cầu thủ bóng đá)
Ricardo Sebastos Barbosa Pereira (sinh ngày 6 tháng 10 năm 1993) là một cầu thủ bóng đá chuyên nghiệp người Bồ Đào Nha, chơi ở vị trí hậu vệ cánh cho câu lạc bộ Leicester City và đội tuyển quốc gia Bồ Đào Nha.
Sau khi khởi nghiệp tại Vitória de Guimarães - chiến thắng Taça de Bồ Đào Nha 2013 và là cầu thủ ghi bàn hàng đầu của đội bóng - anh ấy đã ký hợp đồng với Porto, là một phần quan trọng của đội bóng giành chiến thắng 2017-18 Primeira Liga nhưng cũng dành hai năm cho mượn Câu lạc bộ Pháp Nice.
Lần thi đấu quốc tế đầu tiên của cầu thủ người Bồ Đào Nha bắt đầu từ năm 2015, anh đại diện cho Bồ Đào Nha tham dự World Cup 2018.

## Sự nghiệp cấp câu lạc bộ

### Guimarães
Sinh ra ở Lisbon của dòng họ Cape Verdean, Pereira bắt đầu cấp độ trẻ với CLB CF Benfica ở địa phương, bản hợp đồng đầu tiên của anh ký năm 2010 với Associação Naval 1º de Maio sau sáu năm thi đấu tại học viện của Sporting CP. Anh chuyển đến Vitória SC chỉ sau một năm, hoàn thành sự phát triển của mình với câu lạc bộ dựa trên Guimarães.
Vào ngày 1 tháng 4 năm 2012, Pereira lần đầu tiên ra mắt đội một - và Primeira Liga, anh chơi 12 phút trong chiến thắng trên sân nhà 3 - 1 trước FC Paços de Ferreira. Anh đã ghi được sáu bàn thắng trong nhiều trận đấu trong giải đấu Cúp Bồ Đào Nha 2012, bao gồm cả chiến thắng 2 - 1 trong trận chung kết với SL Benfica khi đội bóng tỉnh Minho lần đầu tiên vô địch giải đấu trong bề dày lịch sử của họ.

### Porto
Vào ngày 16 tháng 4 năm 2013, trước khi mùa giải kết thúc, Pereira đã đồng ý gia nhập FC Porto vào ngày 1 tháng 7, đi cùng với đồng đội Tiago Coleues. Anh được lựa chọn thay đổi liên tục giữa đội một và đội hình hai trong mùa giải đầu tiên của mình, được dẫn dắt bởi huấn luyện viên Paulo Fonseca ông đã chuyển anh từ một tiền về cánh sang một hậu vệ cánh mang nhiều thiên hướng phòng ngự hơn; Sự xuất hiện lần đầu của anh ấy tại UEFA Champions League diễn ra vào ngày 26 tháng 8 năm 2014, khi anh được vào sân thay cho Casemiro bị chấn thương, anh đã giúp cho CLB giành chiến thắng 2 - 0 trước Lille OSC ở vòng play-off.
Vào mùa hè 2015, chỉ sau 33 lần ra mắt đội một trong hai mùa giải, Pereira đã được cho mượn với bản hợp đồng hai năm cho câu lạc bộ Pháp OGC Nice. Anh ra mắt ở Ligue 1 vào ngày 12 tháng 9, chơi toàn bộ ở trận thua 0 - 1 trên sân nhà trước En Avant de Guingamp.
Vào tháng 4 năm 2016, Pereira đã được Trung tâm nghiên cứu thể thao quốc tế bầu chọn là hậu vệ cánh xuất sắc nhất của giải vô địch Quốc Gia Pháp.

### Leicester City
Vào ngày 17 tháng 5 năm 2018, một bản hợp đồng trị giá 25 triệu euro đã được thỏa thuận để Pereira chuyển đến Leicester City. Anh ra mắt Premier League vào ngày 10 tháng 8, anh chơi cả trận xong vẫn không thể giúp CLB của mình giành chiến thắng 1 -2 trước Manchester United. Anh đã ghi bàn thắng đầu tiên trong khi kỷ niệm sinh nhật lần thứ 25, pha ghi bàn đó được thực hiện sau một pha phản công trong trận thua trên sân nhà với tỉ số 1 - 2 trước Everton. Vào cuối mùa, anh được bầu chọn là Cầu thủ xuất sắc nhất mùa của đội và Cầu thủ của mùa.
Vào tháng 9 năm 2019, Pereira đã ghi bàn trong chiến thắng liên tiếp trước Tottenham Hotspur và Newcastle United trên sân vận động King Power, vào ngày 4 tháng 3 sau đó, anh ghi bàn thắng duy nhất vào lưới tBirmingham City ở vòng 5 Cup FA để đưa Bầy cáo vào giành được tám điểm liên tiếp sau 8 năm. Những ngày sau đó, anh đã phải nghỉ thi đấu trong phần còn lại của mùa giải vì phải điều trị chấn thương dây chằng chéo trước.

## Sự nghiệp quốc tế
Pereira có 35 trận đấu quốc tế cho Bồ Đào Nha ở các cấp độ trẻ và ghi được 12 bàn thắng. Anh là một phần của đội hình U–21 Bồ Đào Nha giành ngôi á quân tại giải vô địch U–21 châu Âu 2015. Anh ra sân 4 trận và ghi bàn trong trận bán kết với Đức giúp Bồ Đào Nha thắng với tỷ số 5–0.
Pereira đã được triệu tập lên đội tuyển quốc gia lần thứ 2 vào ngày 6 tháng 11 năm 2015, để chuẩn bị cho các trận giao hữu với Nga và Luxembourg. Anh có màn ra mắt đội tuyển khi vào sân đá 8 phút cuối trận thua 0–1 với tuyển Nga ở Krasnodar.
Pereira được huấn luyện viên Fernando Santos lựa chọn vào danh sách đội tuyển Bồ Đào Nha tham dự World Cup 2018. Anh có lần đầu ra sân trong trận đấu vào ngày 30 tháng 6, chơi toàn bộ 90 phút trận thua 2–1 Uruguay tại vòng 16 đội.

## Thống kê sự nghiệp

### Câu lạc bộ
Tính đến ngày 4 tháng 3 năm 2020 
| Câu lạc bộ        | Mùa giải       | Giải quốc nội  | Giải quốc nội | Giải quốc nội | Cúp quốc gia | Cúp quốc gia | Cúp liên đoàn | Cúp liên đoàn | Châu Âu | Châu Âu | Tổng cộng | Tổng cộng |
| Câu lạc bộ        | Mùa giải       | Hạng đấu       | Trận          | Bàn           | Trận         | Bàn          | Trận          | Bàn           | Trận    | Bàn     | Trận      | Bàn       |
| ----------------- | -------------- | -------------- | ------------- | ------------- | ------------ | ------------ | ------------- | ------------- | ------- | ------- | --------- | --------- |
| Vitória Guimarães | 2011–12        | Primeira Liga  | 3             | 0             | 0            | 0            | 0             | 0             | —       | —       | 3         | 0         |
| Vitória Guimarães | 2012–13        | Primeira Liga  | 27            | 0             | 5            | 4            | 3             | 2             | —       | —       | 35        | 6         |
| Vitória Guimarães | Tổng cộng      | Tổng cộng      | 30            | 0             | 5            | 4            | 3             | 2             | —       | —       | 38        | 6         |
| Porto B           | 2013–14        | Segunda Liga   | 12            | 1             | —            | —            | —             | —             | —       | —       | 12        | 1         |
| Porto B           | 2014–15        | Segunda Liga   | 6             | 1             | —            | —            | —             | —             | —       | —       | 5         | 1         |
| Porto B           | Tổng cộng      | Tổng cộng      | 18            | 2             | —            | —            | —             | —             | —       | —       | 17        | 2         |
| Porto             | 2013–14        | Primeira Liga  | 14            | 2             | 1            | 0            | 2             | 0             | 3       | 0       | 20        | 2         |
| Porto             | 2014–15        | Primeira Liga  | 5             | 0             | 0            | 0            | 5             | 0             | 3       | 0       | 13        | 0         |
| Porto             | 2017–18        | Primeira Liga  | 27            | 2             | 6            | 0            | 3             | 0             | 7       | 0       | 43        | 2         |
| Porto             | Tổng cộng      | Tổng cộng      | 46            | 4             | 7            | 0            | 10            | 0             | 13      | 0       | 76        | 4         |
| Nice (mượn)       | 2015–16        | Ligue 1        | 26            | 0             | 0            | 0            | 1             | 0             | —       | —       | 27        | 0         |
| Nice (mượn)       | 2016–17        | Ligue 1        | 24            | 2             | 1            | 0            | 0             | 0             | 5       | 0       | 30        | 2         |
| Nice (mượn)       | Tổng cộng      | Tổng cộng      | 50            | 2             | 1            | 0            | 1             | 0             | 5       | 0       | 57        | 2         |
| Leicester City    | 2018–19        | Premier League | 35            | 2             | 0            | 0            | 2             | 0             | 0       | 0       | 37        | 2         |
| Leicester City    | 2019–20        | Premier League | 27            | 3             | 1            | 1            | 4             | 0             | 0       | 0       | 32        | 4         |
| Leicester City    | Tổng cộng      | Tổng cộng      | 62            | 5             | 1            | 1            | 6             | 0             | 0       | 0       | 67        | 6         |
| Tổng sự nghiệp    | Tổng sự nghiệp | Tổng sự nghiệp | 206           | 13            | 14           | 5            | 20            | 2             | 18      | 0       | 258       | 20        |

### Đội tuyển quốc gia
Tính đến ngày 17 tháng 11 năm 2019 
| Bồ Đào Nha | Bồ Đào Nha | Bồ Đào Nha |
| Năm        | Trận đấu   | Bàn thắng  |
| ---------- | ---------- | ---------- |
| 2015       | 2          | 0          |
| 2016       | 0          | 0          |
| 2017       | 1          | 0          |
| 2018       | 2          | 0          |
| 2019       | 2          | 0          |
| Tổng cộng  | 7          | 0          |

## Danh hiệu

### Câu lạc bộ
Vitória Guimarães
- Taça de Portugal: 2012–13 [8]

Porto
- Primeira Liga: 2017–18 [31]

Leicester City
- FA Cup: 2020–21[32]
- FA Community Shield: 2021[33]

### Quốc tế
U–21 Bồ Đào Nha
- Giải vô địch U-21 châu Âu của UEFA: Á quân 2015 [22]

### Cá nhân
- Taça de Portugal – Vua phá lưới: 2012–13 [7]
- Leicester City – Cầu thủ xuất sắc nhất mùa giải: 2018–19 [18]